# شهرستان دهگلان
شهرستان دهگلان یکی از شهرستان‌های استان کردستان ایران به مرکزیت شهر دهگلان است که بخش مرکزی و غربی دشت لیلاخ را در برمی‌گیرد و در سال ۱۳۸۵ از شهرستان قروه جدا شده و تبدیل به یک شهرستان مستقل شد. 
جمعیت این شهرستان بالغ بر ۸۷,۰۰۰ نفر می‌باشد. (برآورد ۱۴۰۰ خورشیدی)
مساحت شهرستان ۲۰۵۰ کیلومتر مربع است.
بزرگترین شهرک صنعتی استان کردستان با نام شهرک صنعتی دهگلان، در این شهرستان در۱۷کیلومتری بخش مرکزی‌دهگلان قرار دارد و با مرکز استان شهرستان سنندج ۳۸کیلومتر فاصله دارد.
عمده فعالیت اهالی شهرستان و یکصدوبیست روستای تابعه‌ی آن، کشاورزی می‌باشد. گندم سیب‌زمینی نخود پیاز هویج خیار و انگور از مهمترین محصولات شهرستان می‌باشد.
همچنین این شهرستان یکی از مراکز تولید محصولات دامی در ایران است.
در این شهرستان ۳سد به نامهای سد سنگ سیاه و سد سورال و سد قوچم احداث گردیده است.
از کوههای بنام این شهرستان میتوان به پنجه‌لی، خاتون شیشەرێ ، سلطان سراج، شاخی چەرمۆ ، سورمه‌لی، شیدا و سلطان‌ علی و هفت‌سواران اشاره کرد .
اهالی شهرستان دهگلان کرد می‌باشند و به زبان کردی اردلانی گویش لیلاخی تکلم میکنند. اهالی شهرستان دهگلان مسلمان و سنی شافعی مذهب‌اند. 

## موقعیت جغرافیایی
حدود جغرافیایی: شهرستان دهگلان از غرب با شهرستان سنندج از شمال با شهرستان بیجار و از شرق با شهرستان قروه و از جنوب با شهرستان کامیاران و شهرستان سنقر همسایه است.
این شهرستان که بخش مرکزی و غربی دشت لیلاخ را در برگرفته توسط کوههای شیدا در شمال، پنجه‌علی در شرق، خاتون شیشه‌رێ در غرب و سلطان سراج در جنوب احاطه گردیده است.
دو رودخانه سورهاڵ و سنگ‌سیاه از کوههای جنوبی شهرستان سرچشمه گرفته و بعد از عبور از دشت لیلاخ در ادامه به قزل اوزن می‌ریزند.
سد سورهاڵ با حجم ۱۲میلیون مترمکعب در جنوب شهرستان بر روی رودخانه سوراڵ و سد سنگ‌سیاه با حجم ۱۵میلیون متر مکعب بر روی رودخانه سنگ‌سیاه در شرق شهرستان احداث گردیده است.
مقبره کوه شیدا/ گنبد شیدای نازدار یکی از مهمترین بناهای یادمانی استان کردستان است که در شهرستان دهگلان قرار دارد. این بنا، گنبدی سنگی مربوط به دوره ساسانی بوده که بعدها در قرون میانی اسلامی گنبدی نو با مصالح آجری در آن اجرا شده که از هر جهت جغرافیایی تا ده ها کیلومتر بر راه های ارتباطی منطقه تسلط داشته است.این مکان همچنین محل دفن سبحان وردی خان والی کردستان در زمان نادر شاه افشار است. و به احتمال زیاد محل دفن یک شاعر متخلص به شیدای نازدار هم باشد که بر اساس روایات آثار او هنگام هجوم مغولان معدوم گردیده است.
کوه هفت سواران/ این کوه در ده کیلومتری جنوب شهر دهگلان واقع شده و در کوهپایه آن روستای مبارک آباد (کوله ره‌ش) قرار داد. هفت سوار دلاور که نماد مقاومت اهالی لیلاخ در برابر هجوم سپاهیان مغول به کردستان هستند در این کوه تدفین شده‌اند. هفت سواران کوهی مقدس برای لیلاخ و کردستان به شمار میرود و اهالی منطقه اغلب برای عبادت و پاسداشت دلاوری و مقاومت این هفت سوار به این کوه میروند . غارتگران میراث باستانی آسیبهای جبران ناپدیری به این کوه و مقبره‌ها وارد نموده‌اند.
یکی دیگر از جاذبه های طبیعی و گردشگری شهرستان دهگلان کوه خاتون شیشەڕێ با دهانه آتشفشانی آن است. این کوه در کیلومتر بیست جاده سنندج و در گردنه لیلاخ واقع شده است و به دماوند کردستان معروف است(به دلیل چشم انداز و تشابه ظاهری آن با کوه دماوند).
جمعیت کل شهرستان دهگلان بنا بر برآورد سال یکهزار و چهارصد ۸۷,۰۰۰ نفر میباشد .

## تقسیمات کشوری
بخش مرکزی شهرستان دهگلان: 
دهستان حومه دهگلان(دێولان) به مرکزیت خود دهگلان (تنها دهستان از این نظر در تمام ایران است که مرکز شهرستان، مرکز بخش و دهستان نیز هست). 
دهستان ئیلاق شمالی به مرکزیت روستای بله دستی(بەلەیەسی).
دهستان قوری چای به مرکزیت روستای قوری چای(قۆڕی چیا).
بخش بلبان‌آباد شهرستان دهگلان:
دهستان ئیلاق جنوبی به مرکزیت روستای بلبان آباد(بڵواناوا).
دهستان سیس به مرکزیت روستای سیس.